# Kōichi Yamadera
Kōichi Yamadera (jap. 山寺 宏一 Yamadera Kōichi; ur. 17 czerwca 1961 w Shiogamie) – japoński seiyū, aktor telewizyjny i teatralny, prezenter radiowy i osobowość telewizyjna, związany z agencją Across Entertainment.
Kōichi Yamadera znany jest najczęściej jako Yama-chan (jap. 山ちゃん) bądź, w radiu, Bazooka Yamadera (jap. バズーカ山寺 Bazūka Yamadera).
Sporadycznie występuje w filmach aktorskich i w teatrze, doskonale znany jest za to jako aktor głosowy, podkładający głosy zarówno w anime i japońskich grach komputerowych, jak również dubbingujący obcojęzyczne produkcje. Na Zachodzie najbardziej znany jest z ról Ryoga Hibiki w Ranma ½, Jūbei Kibagami w Ninja Scroll, Spike’a Spiegela w Cowboyu Bebopie i Ryōjiego Kajiego w Neon Genesis Evangelion. Japończykom znany jest m.in. z roli Joeya Gladstone’a w dubbingowanej wersji Pełnej chaty, a także jako aktor dubbingujący na wyłączność postać Kaczora Donalda oraz kilku zachodnich aktorów, takich jak Will Smith, Jim Carrey, Eddie Murphy, Stephen Chow, Robin Williams, Brad Pitt, Tom Hanks czy Jean-Claude Van Damme.

## Ważniejsze role

### Anime
- Allison to Lillia jako Carr Benedict
- Appleseed Ex Machina jako Briareos Hecatonchires
- Bubblegum Crisis jako Fargo
- Cowboy Bebop jako Spike Spiegel
- Cowboy Bebop: Pukając do nieba bram jako Spike Spiegel
- Dokkiri doctor jako doktor Haruka Nishikikōji
- Ghost in the Shell jako Togusa
- Ghost in the Shell 2: Innocence jako Togusa
- Ghost in the Shell: Stand Alone Complex jako Togusa i Człowiek Śmiechu
- Ghost in the Shell: Stan Alone Complex: Solid State Society jako Togusa
- Ghost in the Shell: Stand Alone Complex 2nd GIG jako Togusa
- Highlander: The Search for Vengeance jako Marek Oktawiusz
- Kidō senshi gandamu: Gyakushū no shā jako Gyunei Guss
- Memories jako Miguel
- Ningyo no mori jako Yūta
- Ninja Scroll jako Jūbei Kibagami
- Neon Genesis Evangelion jako Ryōji Kaji
- Paprika jako doctor Morio Osanai
- Photon jako Papacharino Nanadan
- Piotruś Pan jako Cecco
- Pokémon jako Kamonegi (odcinek 49)
- Ranma ½ jako Ryōga Hibiki/P-chan
- Saiyuki jako Sha Gojō
- Stranger mukōhadan jako Rarō
- Vampire Hunter D: Żądza krwi jako Meier Link
- Dragon Ball Z Super jako Beerus

### Gry komputerowe
- Yakuza jako Shun Akiyama
- Cowboy Bebop: Tsuioku no yakyoku jako Spike Spiegel
- Final Fantasy IV (Nintendo DS) jako Kain Highwind
- Street Fighter Alpha 3 jako Cody, Mike Bison, narrator
- seria Xenosaga jako Gaignun Kukai i Albedo Piazzolla

#### Japoński dubbing
- Counter-Strike
- Harry Potter i Komnata Tajemnic jako Gilderoy Lockhart

### Japoński dubbing
- Aladyn jako Dżinn
- seria Austin Powers jako Austin Powers, doktor Zło, Złoty Członek i Gruby Drań
- Avalon jako Stunner
- Batman i Powrót Batmana jako Batman (na zlecenie TV Asahi)
- Chaplin jako Charlie Chaplin
- seria Epoka lodowcowa jako Maniek
- Flubber jako Philip Brainard
- Forrest Gump jako Forrest Gump
- Grinch: Świąt nie będzie jako Grinch
- Hot Shots! jako porucznik Topper Harley
- Ja, robot jako detektyw Del Spooner
- Jerry Maguire jako Jerry Maguire
- Kalifornia jako Early Grayce
- Lilo i Stich jako Stich
- Pełna chata jako Joey Gladstone
- Piękna i Bestia jako Bestia
- Podziemny krąg jako Tyler Durden
- seria Powrót do przyszłości jako Marty McFly
- Pulp Fiction jako Butch Coolidge
- seria Shrek jako Osioł
- Sky Blue jako Shua
- Titanic jako Caledon Hockley
- Urodzony 4 lipca jako Ron Kovic
- Władca Pierścieni: Dwie wieże i Władca Pierścieni: Powrót króla jako Éomer
- Zielona mila jako Percy Wetmore
- Zabawy z bronią jako Michael Moore